# Барьерный опцион
Барье́рный опцио́н (англ. barrier option — опцион с препятствиями) — опцион, выплата по которому зависит от того, достигла ли цена базового актива некоторого уровня за определённый период времени или нет. Соответствующий ценовой уровень может рассматриваться как барьер, который либо «включает» опцион, либо «выключает». Барьерные опционы представляют собой обычные (plain vanilla) европейские опционы, за исключением дополнительного параметра — барьера.
Барьерные опционы стоят дешевле, чем аналогичные опционы без барьера. Таким образом, барьерные опционы были созданы, чтобы по-прежнему давать покупателю право купить или продать определённый актив, но уплатив за него меньшую премию, чем за обычный опцион. Например, если инвестор считает, что акции Apple в ближайшие двенадцать месяцев будут расти, но не превысят уровень в 130 долларов, он может купить соответствующий барьерный опцион по цене меньшей, чем обычный опцион.

## Виды барьерных опционов
Knock in (опцион включения):
- Down & In («Вниз-и-в») — опцион вступает в действие, если цена опустится до оговорённого уровня;
- Up & In («Вверх-и-в») — опцион вступает в действие, если цена поднимется до оговорённого уровня;

Knock out (опцион выключения):
- Down & Out («Вниз-и-из») — опцион прекращает действие, если цена опустится до оговорённого уровня;
- Up & Out («Bвepx-и-из») — опцион прекращает действие, если цена поднимется до оговорённого уровня.